# يوليا بارسوكوفا
يوليا فلاديميروفنا بارسوكوفا (الروسية: Ю́лия Влади́мировна Барсуко́ва ، من مواليد 31 ديسمبر 1978) لاعبة جمباز إيقاعي روسية سابقة، حاملة الميدالية الذهبية في دورة الألعاب الأولمبية الصيفية 2000 في مسابقة جمباز فردي شامل سيدات في مدينة سيدني،  و الميدالية الذهبية في سباق الجائزة الكبرى للجمباز الإيقاعي 2000، محققه الميدالية البرونزية في بطولة العالم للجمباز الإيقاعي 1999 ، الميدالية البرونزية بطولة الجمباز الإيقاعي الأوروبية 2000 ، وبرونزية سباق الجائزة الكبرى للجمباز الإيقاعي 1999.

## نشأتها
بدأت بارسوكوفا التزلج على الجليد في سن الخامسة في مقاطعة إزميلوفو بموسكو حيث عاشت، مع بلوغها الثامنة من عمرها، مرت بأحد الأندية الرياضية وشاهدت الفتيات يمارسن الجمباز الإيقاعي عبر النافذة لم يدم الأمر طويلال سرعان ما سجلها والدها في هذه في النادي لممارسة هذه الرياضة. بعد ثلاث سنوات، انتقلت إلى قسم الجمباز الإيقاعي في مقاطعة تاغانسكي.

## روابط خارجية
- يوليا بارسوكوفا على موقع الاتحاد الدولي للجمباز (licence) (الإنجليزية)
- يوليا بارسوكوفا على موقع الاتحاد الدولي للجمباز (biography) (الإنجليزية)
- يوليا بارسوكوفا على موقع اللجنة الأولمبية الدولية (الإنجليزية)
- يوليا بارسوكوفا على موقع أوليمبيديا (الإنجليزية)